# Église Saint-Ignace-de-Loyola (Rome)
Pour les articles homonymes, voir Église Saint-Ignace.
L’église Saint-Ignace-de-Loyola (en italien Sant’Ignazio di Loyola a Campo Marzio) est un édifice religieux catholique de style baroque sur la piazza Sant'Ignazio, à Rome. Elle se trouve en plein centre historique, à proximité du Panthéon. Il s’agit de la deuxième église jésuite la plus importante de Rome, après le Gesù.
A l’emplacement de l’édifice actuel se trouvait à l’époque impériale un temple dédié à Isis, le quartier actuel était d’ailleurs égyptien. 
Durant le Moyen-âge, à la suite du développement de la ville ainsi que de la réticence des chrétiens pour les sites païens, le site est laissé à l’abandon jusqu’en 1560 où Saint Ignace de Loyola construit le Collège romain, l'institution de formation de la Compagnie de Jésus. S’élevait alors l’ancienne église du collège, celle de l’Annunziata. Elle sera détruite lors de la construction de Saint-Ignace en 1622.  

## Historique
En 1622, le cardinal Ludovico Ludovisi a pour projet de faire construire une nouvelle église pour le collège romain. Elle fut le lieu d’étude de son oncle, Grégoire XV. L’église est placée sous le patronage de saint-Ignace, le fondateur de la Compagnie de Jésus, canonisé en 1622. Par la suite, Ludovisi demande donc à divers architectes de soumettre leurs projets. Parmi eux se trouvent Domenico Zampieri, dont le dessin est conservé dans les collections royales de Windsor. Son projet n’est pas retenu et finalement, c’est Orazio Grassi qui est choisi pour concevoir le plan et la façade de l’église (même si selon certains elle est l’œuvre de l’Algarde). Il est hautement probable que les projets de Grassi aient été soumis à l’approbation d’un jury d’experts composé de Carlo Maderno, Paolo Marucelli, Orazio Torriani, Gaspare de Vecchi ainsi que Domenico Zampieri.

Après la destruction de l’église de l’Annunziata, la première pierre du nouvel édifice est posée en 1626. La première partie chantier dure jusqu’en 1650 : la façade, la nef et les chapelles latérales sont construites. Cela justifie d’ailleurs l’ouverture de l’édifice au public à cette même date, afin de pallier la nécessité d’assurer des pratiques cultuelles. Le reste de l’élévation (chœur, abside, transept...) n’est quant à lui édifié qu’en 1685.

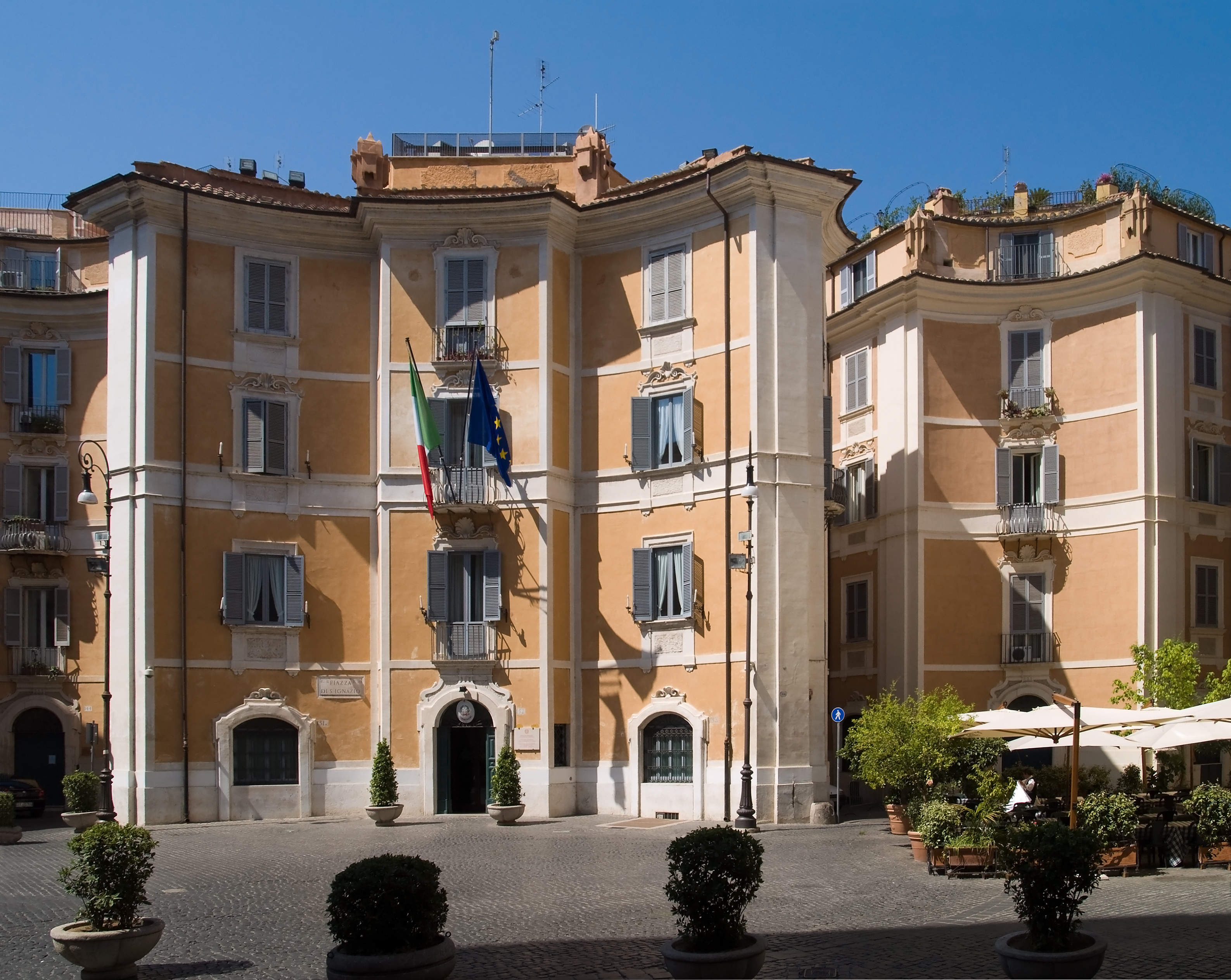
Piazza Sant'Ignazio.

La décoration intérieure de l’église Saint-Ignace est confiée au Père Andrea Pozzo par Carlo Maratta. Le Père va y œuvrer pendant 10 ans : de 1684 à 1694. Le manque de moyens financiers n’ayant pu permettre de réaliser la coupole initialement dessinée par d’Orazio Grassi, le Père Pozzo va la suggérer en trompe l’œil. C’est d’ailleurs par cette figuration de coupole à la croisée du transept qu’il commence. À la même période, il réalise les pendentifs de la coupole où figurent des personnages de l’ancien testament. Ensuite, le peintre s’attelle à la voûte en cul de four de l’abside représentant Saint-Ignace portant soutien aux malades. Il produira également les trois tableaux se trouvant juste en dessous, au niveau du chœur. Pour finir, de 1691 à 1694, Pozzo se consacre à son œuvre majeure, l’Apothéose de Saint-Ignace, peinte sur la voûte en berceau de la nef.
À la fin du XVIIe siècle, le retable du bras ouest du transept est réalisé par Pierre Legros, un élève du Bernin. Il réalisera aussi la chapelle funéraire dédiée à Grégoire XV au début du XVIIIème. Le retable de l’Annonciation, situé dans le bras est du transept, est l’œuvre Philippe della Valle en 1750.
Ce n’est qu’en 1722 que l’édifice achevé est finalement consacré par le cardinal Zondadari.
Aucun travail réalisé par des chercheurs ne mentionne une quelconque décoration du chœur au XIXème mais il semble que la décoration de ce dernier soit postérieure au vu des caractéristiques stylistiques des décors.  
Excepté des restaurations cf., le renouvellement des dorures des stucs (1916), du pavage (1916) ou encore la restauration de la coupole en trompe l’œil entre 1961 et 1963 à la suite de l’explosion d’une poudrière, l’édifice connaît peu de changements. Toutefois, en 1852, à l’endroit où Orazio Grassi projetait de construire une coupole, un observatoire astronomique est installé à l’initiative du Père Secchi.
Depuis 1991, elle est le siège de la diaconie cardinalice Sant'Ignazio di Loyola a Campo Marzio.

## Description du plan
L’église Saint-Ignace est délimitée au Nord par l’entrée principale de l’édifice. Cette dernière est prolongée par une longue et large nef centrale à trois travées qui s’ouvre sur de profondes chapelles latérales communicantes. Ces dernières sont moins larges que la nef. Au Sud de la nef se trouve le transept dont les bras sont aussi larges que les chapelles. Le plan de l’église se termine par le chœur d’une seule travée qui est flanqué de deux chapelles et prolongé par une abside semi-circulaire.   

## Description de la façade
L’ensemble de l’élévation de la façade est en travertin. Celle-ci est divisée en deux registres délimités par deux entablements. L’ensemble est couronné d’un fronton triangulaire. Une lecture horizontale de l’édifice permet également d’observer la division de l’espace en 3 travées, séparées les unes des autres par des paires de pilastres. La travée centrale est plus large que les deux travées latérales. Le premier registre est aussi moins haut que le second et la transition entre les deux est assurée par des ailerons à volutes ainsi qu’un surhaussement des soubassements du second registre.  
Un gradin à 5 degrés donne accès à une grande baie centrale faisant office d’entrée principale. Elle est surmontée d’un motif de guirlande puis d’un fronton cintré en saillie soutenu par des modillons. Juste au-dessus se trouve un relief figurant le blason jésuite porté par deux angelots (aujourd’hui disparu). Cette partie centrale est encadrée de deux colonnes d’ordre corinthien engagées sur des pilastres du même ordre (la base de tous les supports est attique). De part et d’autre des colonnes engagées se trouve une superposition d’une table oblongue muette et d’une niche semi-circulaire voutée en cul-de-four. Elle est surmontée d’un fronton triangulaire en saillie soutenu par des modillons. Comme sur tout le premier registre, en recul par rapport aux pilastres, se trouve  une guirlande qui forme avec les chapiteaux corinthiens une sorte de frise. Les travées latérales présentent des baies de moindre format que la baie centrale. Elles sont surmontées d’un fronton cintré ainsi que d’une petite table oblongue. Cet ensemble est encadré de deux paires de pilastres engagées à chapiteaux corinthiens se trouvant sur des pilastres dosserets.
Ensuite, l’entablement qui sépare le premier registre du second présente successivement, une architrave à deux fasces, une frise avec une inscription lapidaire à la gloire des Ludovisi, une frise de denticules et pour finir une frise d’oves. La corniche qui surmonte le tout sert de base à un fronton cintré en saillie présentant à l’intérieur une répétition du motif de l’entablement (à savoir une frise de denticules et d’oves).  
Le second registre repose sur une surélévation de son soubassement. On peut voir au centre de ce dernier une grande baie en plein cintre avec une agrafe. Celle-ci est encadrée d’un dispositif micro-architecturé composé de colonnettes ioniques supportant un fronton triangulaire en saillie interrompu. Le tout est encadré de colonnes composites engagées sur des pilastres du même ordre. De part et d’autre de cet ensemble, alignées à celles du premier registre, se trouvent deux niches qui ont pour seule différence d’avoir un fronton cintré interrompu. Encore une fois, alignés à ceux du dessous, se trouve deux paires de pilastres d’ordre composite engagées sur des pilastres dosserets.  
L’entablement séparant le second registre du fronton couronnant l’ensemble de l’édifice est composé d’une architrave à deux fasces, une frise nue et une corniche en saillie. 
Un grand fronton triangulaire avec des jeux de retraits et de saillies couronne l’édifice. En son centre se trouve un édicule. Six pots-à-feu se trouvent sur chaque côté adjacent du fronton. L’angle sommital se voit quant à lui orné d’une croix. 

## La voûte de Saint-Ignace
L’église est célèbre pour son immense fresque en trompe-l’œil de seize mètres de large sur trente-six mètres de long qui couvre le plafond de l'unique nef. Elle fut réalisée en 1685 par le peintre jésuite Andrea Pozzo. Celui-ci mit ici en pratique ses théories sur la perspective réunies dans son œuvre Perspectiva pictorum et architectorum.
La fresque représente l’apothéose d’Ignace de Loyola et l’allégorie de l’œuvre missionnaire des Jésuites. Le saint est accueilli par le Christ et la Vierge Marie. Parmi les figures qui l’entourent, apparaissent des allégories des quatre continents transfigurées par leur conversion due aux missions jésuites, d’autres jésuites sanctifiés, éloignés d’Ignace en fonction de leur rang, ainsi que des orants.

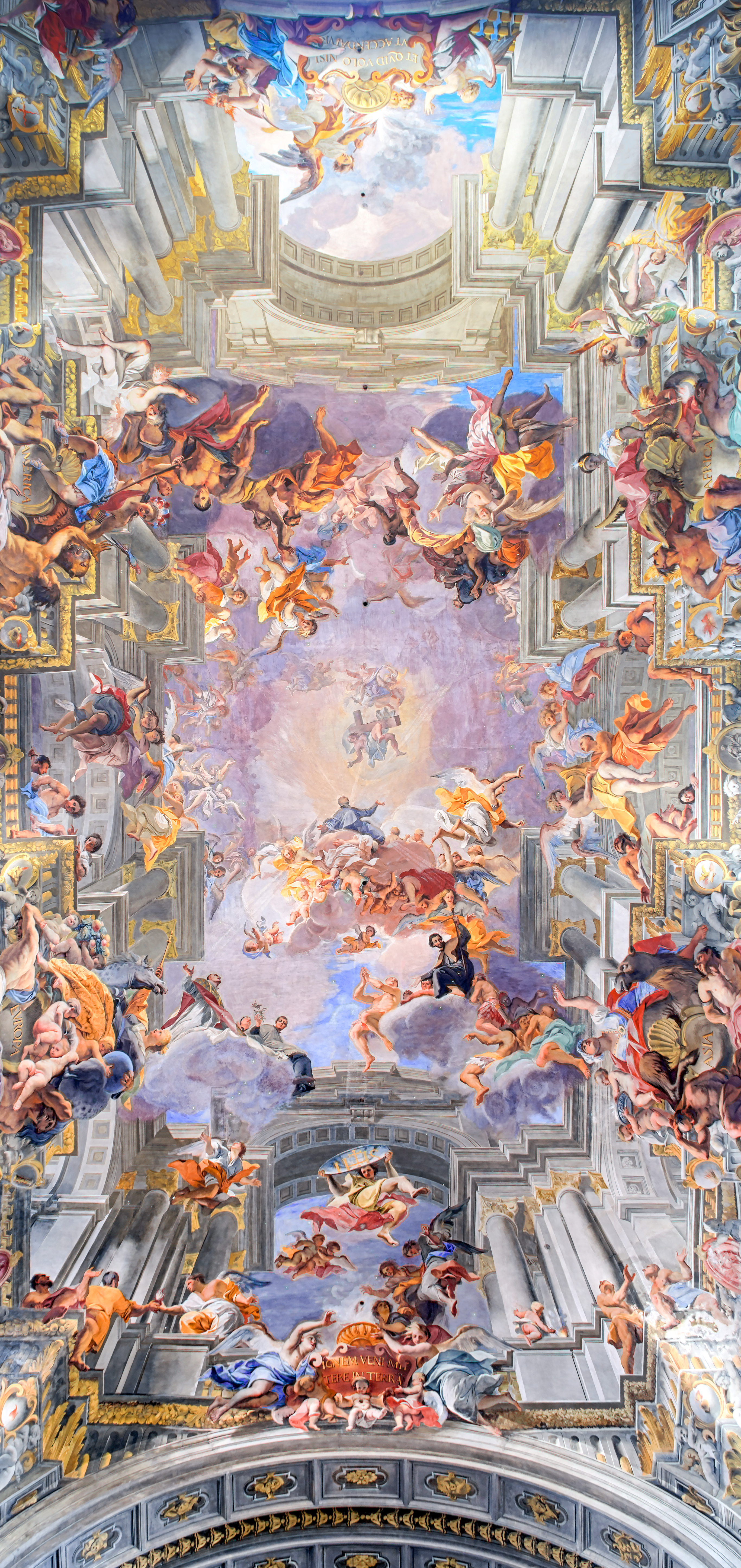
Voûte de la nef, fresque d'Andrea Pozzo

La manière dont Pozzo mêle l’espace réel quasiment plat de l’édifice et l’espace virtuel très profond du ciel peint, qui donne en effet l’impression d'une hauteur remarquable, rend impossible de distinguer l’un de l'autre. Pour obtenir l’effet maximal, il convient de se placer sur le cercle de marbre le plus à l'Est (il y en a plusieurs), au centre de la nef. De tout autre point de l’église, la perspective est déformée. Vu de l’autel, elle est telle qu’on se demande comment elle peut sembler exacte depuis l’entrée. C'est le propre de l'anamorphose de proposer une image qui n'apparaît sans déformation que selon un point de vue précis et déterminé.
D’un autre point situé quelques mètres en avant du cercle, on découvre de manière idéale une seconde fresque, située au-dessus de la croisée du transept, représentant l’intérieur d’une coupole. La légende veut que les voisins de l'église aient refusé qu’une coupole vienne obscurcir la luminosité du quartier. Dans l’abside, Andrea Pozzo a représenté des scènes de la vie de saint Ignace, notamment la bataille de Pampelune où il fut blessé, ainsi que sa vision à La Storta qui décida de sa vocation, l'envoi de François Xavier dans les Indes et l'accueil de François Borgia.

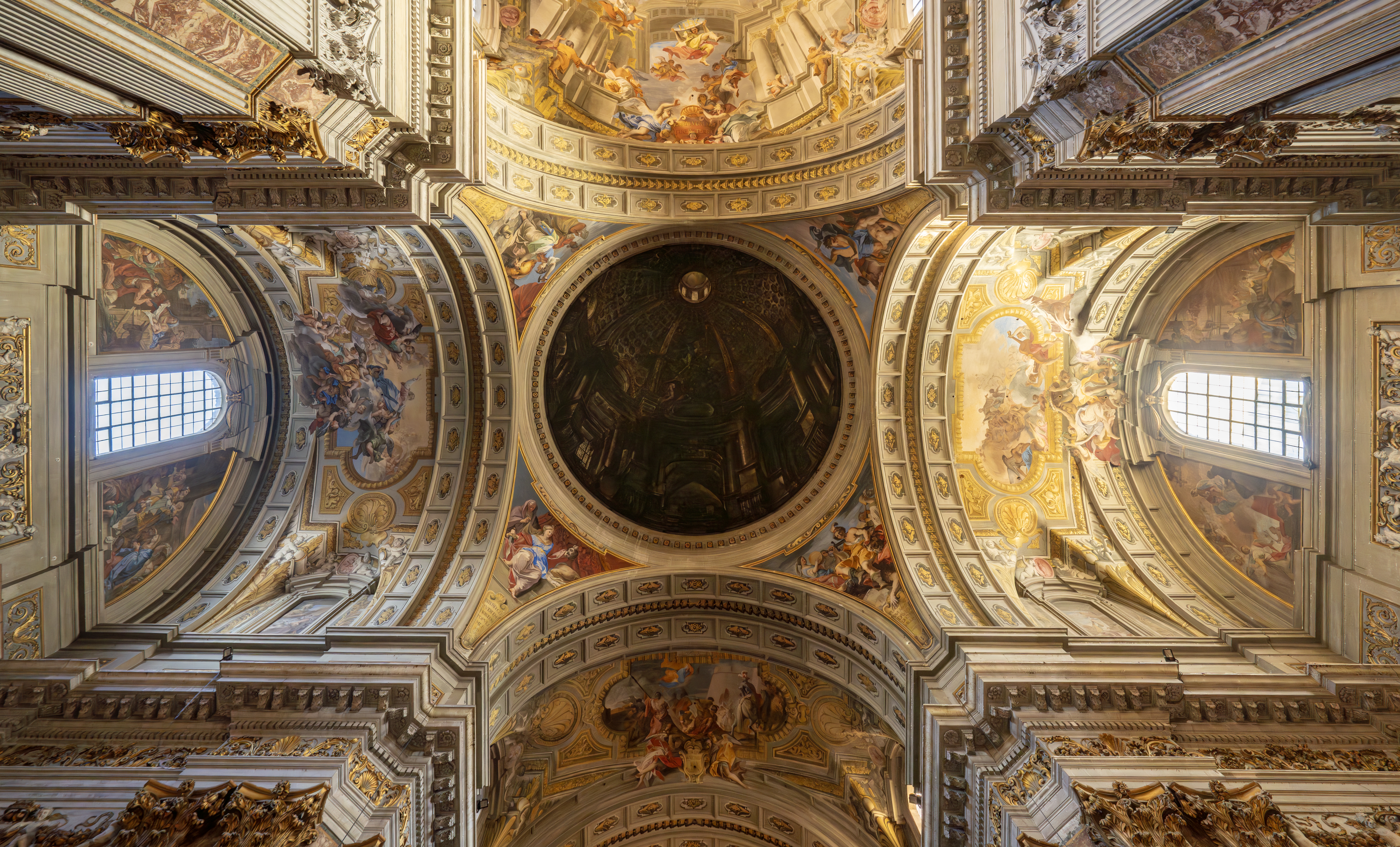
La coupole vue à sa verticale.
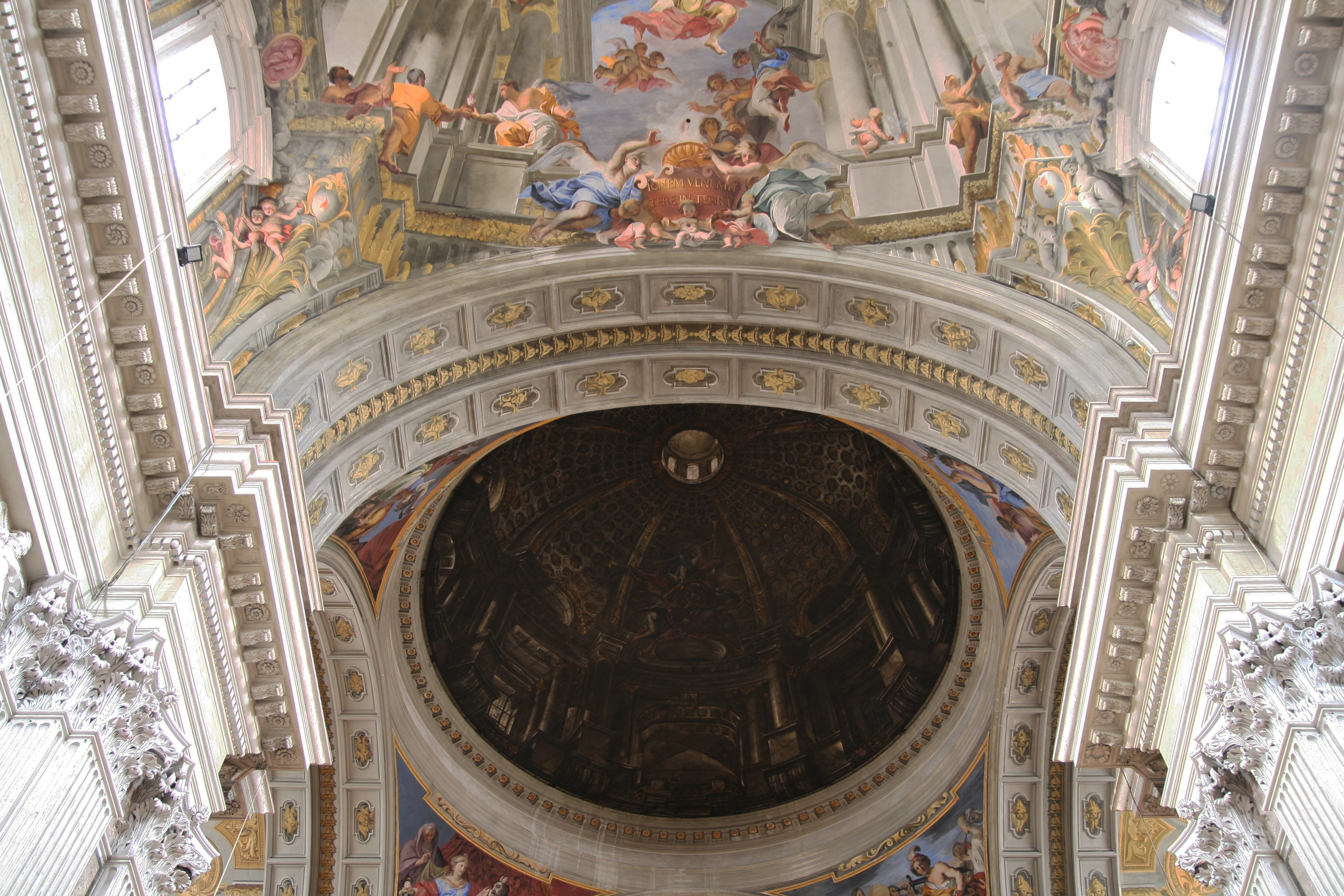
La coupole vue depuis le disque de marbre Est, sur le sol de la nef.
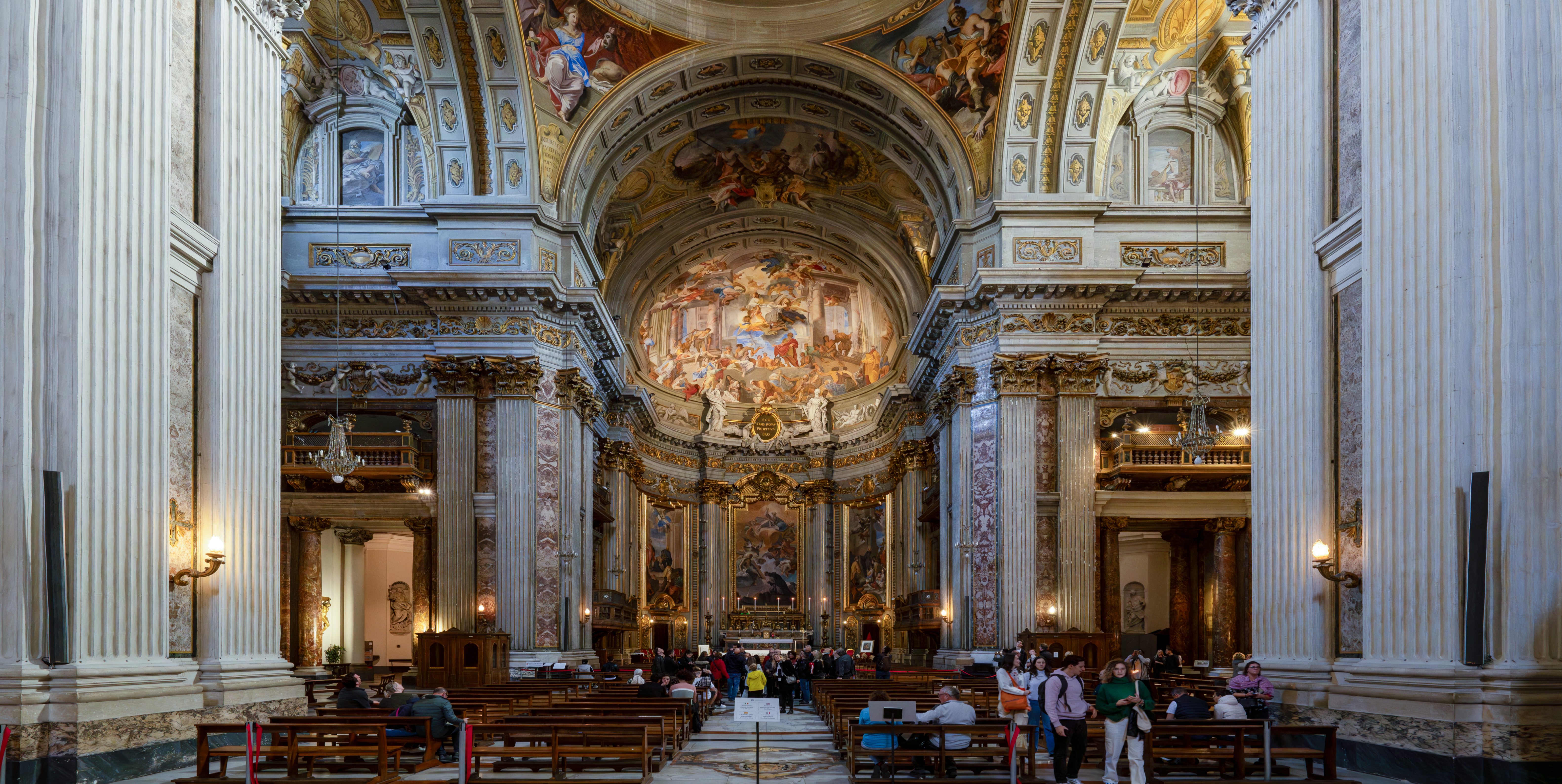
Intérieur

Parmi les autres chefs-d’œuvre de l’église, on trouve un tableau de marbre représentant La Gloire de saint Louis de Gonzague datant de 1698 et sculpté par Pierre Le Gros et dans la Chapelle de l’Assomption, les fresques sont de la main du peintre romain Ludovico Mazzanti.
Ce fut dans l'église Saint-Ignace qu'eurent lieu les obsèques de Luchino Visconti en 1976.

## Tombeaux et reliques
- L'autel de Saint Jean Berchmans, dans le transept gauche, contient des reliques du saint.
- L'autel de Saint Louis de Gonzague, dans le transept droit, contient des reliques du saint. Le revêtement de marbre est de Pierre Le Gros sur un dessin d'Andrea Pozzo. On y trouve aussi deux Anges portant des Lys, sculptures de Bernardino Ludovisi.
- L'autel de Saint Robert Bellarmin, dans une des chapelles de droite, contient des reliques du saint.
- Tombeau de Grégoire XV

## Peintures
Francesco Trevisani réalisa dans la chapelle Sacripante La Mort de saint Joseph, en 1712-1713.